# Meru
Meru là một thị trấn thống kê (census town) của quận Hazaribag thuộc bang Jharkhand, Ấn Độ.

## Nhân khẩu
Theo điều tra dân số năm 2001 của Ấn Độ, Meru có dân số 8547 người. Phái nam chiếm 66% tổng số dân và phái nữ chiếm 34%. Meru có tỷ lệ 75% biết đọc biết viết, cao hơn tỷ lệ trung bình toàn quốc là 59,5%: tỷ lệ cho phái nam là 86%, và tỷ lệ cho phái nữ là 55%. Tại Meru, 12% dân số nhỏ hơn 6 tuổi.